# 克里夫·莫勒尔
克里夫·巴里·莫勒爾（英語：Cleve Barry Moler，1939年8月17日—），美國數學家及電腦科學家，研究數值分析領域，MATLAB語言創立者，軟體公司邁斯沃克首席科學家，美國國家工程院院士（1997年2月14日獲選）。

## 經歷
克里夫·莫勒爾於1961年獲加州理工學院數學学士学位及史丹福大學數學博士。此後，他作為數學和計算機科學教授，在密歇根大學、史丹佛大學及新墨西哥大學執教達20年之久。此期間他亦在英特爾超立方體和熾情電腦公司任職。
自1970年代中期始，他開發設計了LINPACK和EISPACK及Fortran数值计算库，是他後來於1984年發明MATLAB的雛形。當時他在新墨西哥大學任教，就設計了数值计算软件包給他的學生以便於解題而不需要過多依賴Fortran，後來他和傑克·李特共同创立邁斯沃克（MathWorks）商业化的軟件包。
1989年全職加入邁斯沃克。他也是四門關於數值分析方法教科書的編撰參與者及計算機協會會員。他是工业与应用数学学会在2007-2008年期間主席。

## 荣誉
克里夫·莫勒爾於1997年2月14日獲選美國國家工程院院士。他被瑞典的林雪平大學授予榮譽學位。此外，他於2001年6月16日獲得滑鐵盧大學榮譽數學博士學位，于2004年4月30日獲取丹麥技術大學榮譽技術博士學位。2012年4月，IEEE计算机学会授予他计算机先驱奖。2014年2月，IEEE授予克里夫·莫勒爾2014年约翰·冯诺依曼奖。

## 出版物
- Forsythe, George E., Malcolm, Michael A., Moler, Cleve B., "Computer methods for mathematical computations", Prentice-Hall Series in Automatic Computation, Prentice-Hall., Englewood Cliffs, N.J., 1977.  MR0458783 ISBN 0-13-165332-6
- Moler, Cleve B., "Numerical Computing with MATLAB" （页面存档备份，存于）, Society for Industrial and Applied Mathematics, 2004, ISBN 978-0-89871-560-6

## 外部連結
- MathWorks biography of Moler （页面存档备份，存于）
- Cleve Moler, Oral history interview by Thomas Haigh, 8 and 9 March, 2004, Santa Barbara, California. Society for Industrial and Applied Mathematics, Philadelphia, PA Lengthy interview transcript covering Moler's entire career. Full text available online.
- 克里夫·莫勒尔在數學譜系計畫的資料。

## 相关
- 電腦科學家列表